# Хромопласт
Хромопластите са растителен клетъчен органел. Отделни са от цитоплазмата на клетката с две мембрани. Имат подобна структура като другите пластиди: левко- и хлоропластите.
Хромопластите се развиват от зелените хлоропласти, които са загубили хлорофила си и мембранните структури. Те не съдържат хлорофил, а само каротиноиди, които придават жълта, оранжева, червена или кафява окраска в зависимост от възрастта на листото и условията на средата.

## Сравнение
- Пластид
  - Хлоропласт и етиопласт
  - Хромопласт
  - Левкопласт
    - Амилопласт
    - Елеопласт
    - Протеинопласт